# Llorente
Llorente is een gemeente in de Filipijnse provincie Eastern Samar op het eiland Samar. Bij de laatste census in 2007 had de gemeente ruim 18 duizend inwoners.
De gemeente werd vernoemd naar Julio A. Llorente, een voormalig gouverneur van de provincie Samar.

## Geografie

### Bestuurlijke indeling
Llorente is onderverdeeld in de volgende 33 barangays:
| - Antipolo - Babanikhon - Bacayawan - Barangay 1 - Barangay 2 - Barangay 3 - Barangay 4 - Barangay 5 - Barangay 6 - Barangay 7 - Barangay 8 | - Barangay 9 - Barangay 10 - Barangay 11 - Barangay 12 - Barobo - Burak - Can-ato - Candoros - Canliwag - Cantomco - Hugpa | - Maca-anga - Magtino - Mina-anod - Naubay - Piliw - San Jose - San Miguel - San Roque - So-ong - Tabok - Waso |

## Demografie
Llorente had bij de census van 2007 een inwoneraantal van 18.257 mensen. Dit zijn 1.079 mensen (5,6%) minder dan bij de vorige census van 2000. De gemiddelde jaarlijkse groei komt daarmee uit op -0,79%, hetgeen geheel afwijkt van het landelijk jaarlijks gemiddelde over deze periode (2,04%). Vergeleken met de census van 1995 is het aantal mensen met 2.186 (13,6%) toegenomen.

De bevolkingsdichtheid van Llorente was ten tijde van de laatste census, met 18.257 inwoners op 496,07 km², 36,8 mensen per km².